# Kłosówka miękka
Kłosówka miękka (Holcus mollis L.) – gatunek byliny należący do rodziny wiechlinowatych. W Polsce roślina dość pospolita na całym obszarze.

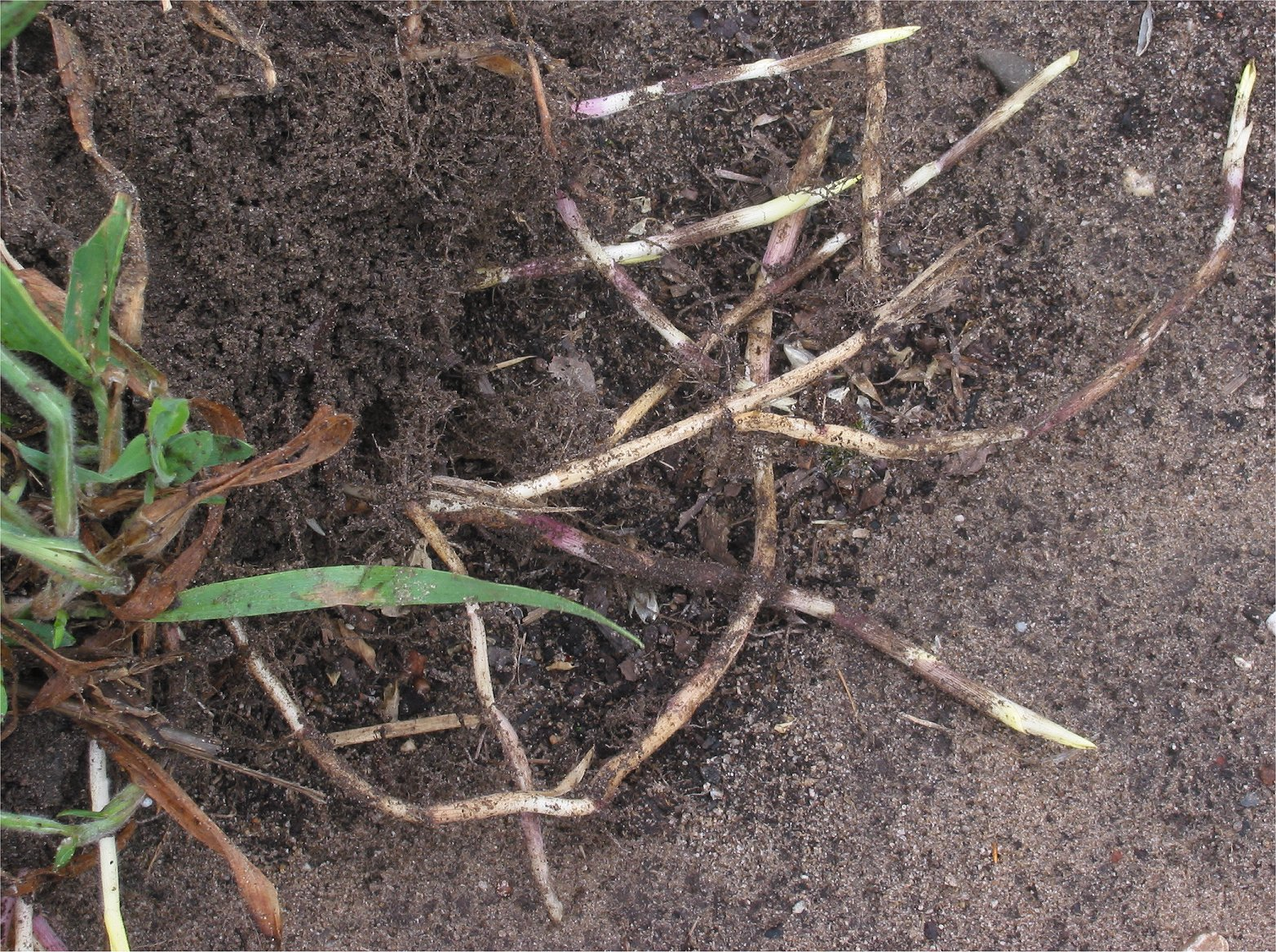
Rozłogi

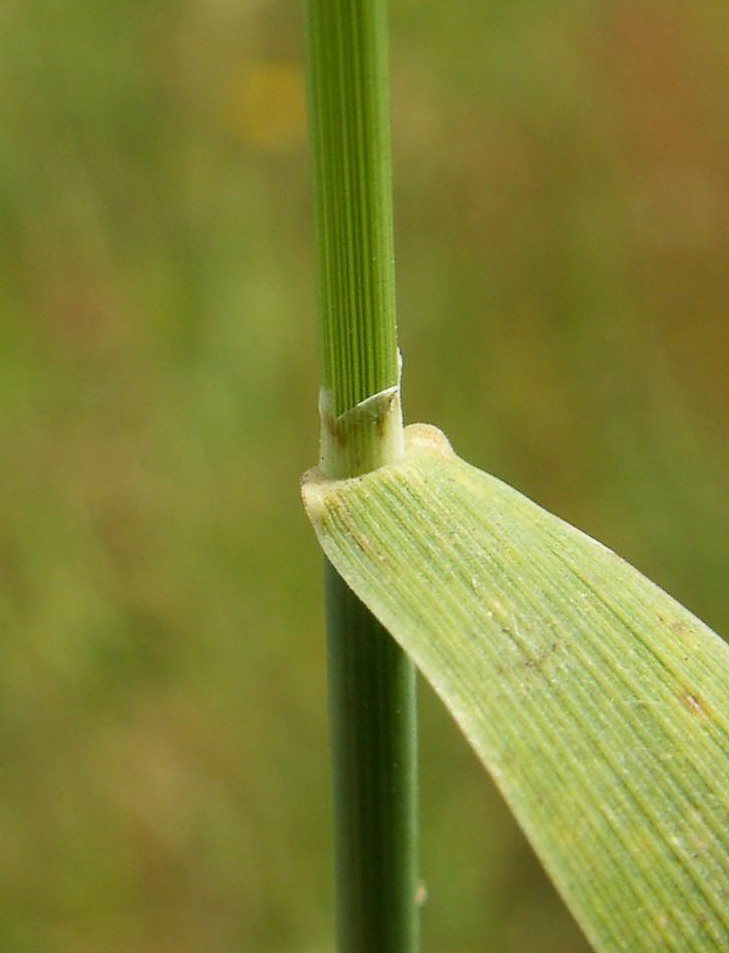
Języczek

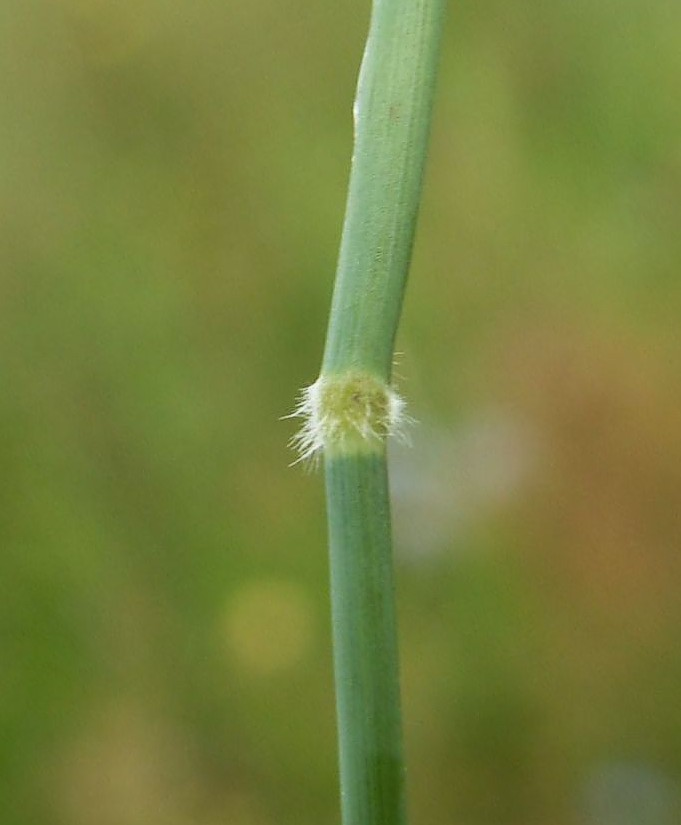
Kolanko

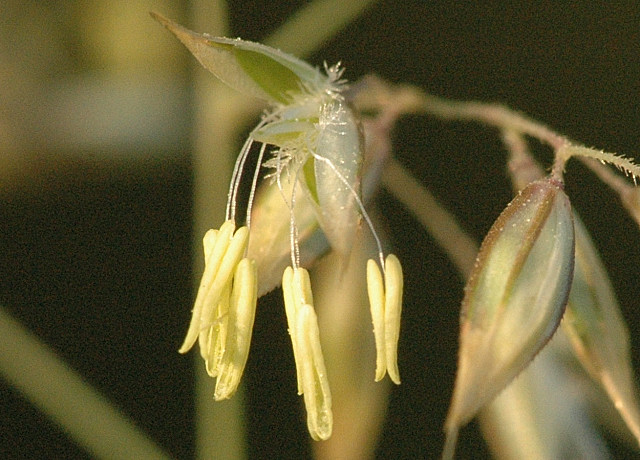
Kłosek

## Morfologia
PokrójTworzy zwarte darnie rozrastając się za pomocą silnych rozłogów podziemnych osiągających do 100 cm długości (ich masa na 1 ha może wynosić 1,5 t). Źdźbła wzniesione lub wygięte u nasady osiągają 80 cm (zwykle ok. 30-50 cm) wysokości.
ŁodygaŹdźbła nagie lub słabo owłosione z kolankami silnie owłosionymi.
LiściePochwy liściowe otwarte i nagie lub bardzo słabo owłosione. W górnej części łodygi pochwy lekko rozdęte a blaszki liściowe krótkie. Liście w pączku zwinięte, osiągają 3-12 mm szerokości i zwykle do 8 cm długości (na pędach wegetatywnych do 20 cm). Są nagie lub słabo owłosione. Tępo zakończony języczek u podstawy blaszki.
KwiatostanW postaci wiechy o długości 4-15 cm. Kłoski jajowatolancetowate, białawozielone do jasnobrązowych, nierzadko czerwono nabiegłe. Plewy mają 5-6 mm długości, są ostro zakończone i nagie, szorstkie tylko na nerwie. Plewki ok. 3 mm długości są słabo owłosione. U kwiatów płonnych z ością do 3,5 mm, w innym wypadku bezostne. Kwitnie w czerwcu i lipcu.
ZiarniakOwocem jest lekki i okryty plewkami ziarniak.

## Biologia i ekologia
Występuje w miejscach ciepłych, suchych i ubogich, przeważnie kwaśnych (preferuje gleby o pH 5,3-6,4). Preferuje miejsca cieniste. Pojawia się licznie na piaszczystych odłogach i w murawach napiaskowych, trochę rzadziej w okrajkach, na wrzosowiskach i porębach. Roślina wrażliwa na udeptywanie.

## Zastosowanie
Roślina pozbawiona właściwości pastewnych. Za sprawą silnych rozłogów może być stosowana do umacniania gruntów.

## Zmienność
W Polsce występują następujące odmiany:
- var. densus A. et G. – z bardzo gęstą wiechą,
- var. maior Lange – pędy do 120 cm, blaszki liściowe 12 mm  szerokości, wiecha do 20 cm długości,
- var. mollissimus Rohlena – blaszki i pochwy liściowe miękko owłosione,
- 'Variegatus'  – blaszki liściowe biało paskowane (kultywar ozdobny)

Znane są mieszańce z kłosówką wełnistą.